# یوهان آدل
یوهان آدل (انگلیسی: Johan Audel؛ زادهٔ ۱۲ دسامبر ۱۹۸۳) بازیکن فوتبال اهل فرانسه است که در پست هافبک و مهاجم بازی می‌کرد.
از باشگاه‌هایی که در آن بازی کرده‌است می‌توان به باشگاه فوتبال والنسین، باشگاه فوتبال لوریان، باشگاه فوتبال نانت، باشگاه فوتبال برنلی، باشگاه فوتبال لیل، باشگاه فوتبال نیس، و باشگاه فوتبال اشتوتگارت اشاره کرد.
وی همچنین در تیم ملی فوتبال مارتینیک بازی کرده‌است.